# Vleugels (album)
Vleugels is het eenentwintigste studioalbum van K3 en het tweede album in de bezetting van Julia Boschman, Marthe De Pillecyn en Hanne Verbruggen. Het album kwam uit op 18 november 2022. De eerste single van het album, genaamd Nooit meer oorlog, kwam uit op 21 maart 2022. Als tweede single werd Mango Mango uitgebracht op 18 mei 2022. De derde single Vleugels, die ook fungeert als titeltrack, werd op 21 september 2022 uitgebracht en op 12 oktober 2022 werd Visje in het water uitgebracht als vierde single. De nummers op het album zijn geschreven door Alain Vande Putte.
Vleugels werd tevens onderdeel van Just Dance 2023.

## Tracklist
| Nr. | Titel                    | Duur |
| --- | ------------------------ | ---- |
| 1.  | Vleugels                 | 3:47 |
| 2.  | Visje in het water       | 3:31 |
| 3.  | Sprookjesboek            | 3:19 |
| 4.  | Nooit meer oorlog        | 3:11 |
| 5.  | Mango Mango              | 3:36 |
| 6.  | Het mooiste liedje ooit  | 3:32 |
| 7.  | Parapluutjes             | 3:27 |
| 8.  | Wat doe ik met mijn haar | 3:02 |
| 9.  | Kampioen                 | 3:30 |
| 10. | Hier komt de zon         | 3:03 |
| 11. | Toetje                   | 3:26 |
| 12. | Ik geloof in jou         | 3:49 |